# 張火爐 (台中)
張火爐（—1914年）乃臺灣日治時期臺中廳捒東下堡花眉庄（今臺中市大雅區）人，為臺灣抗日份子。

## 生平簡歷
受羅福星之感召，1913年4月張火爐組織革命黨，聯絡黃炳良、紀硐、劉阿才等人，在苗栗三堡鐵砧山脚庄、捒東上堡罩蘭庄、苗栗一堡大湖庄和南湖庄一帶，共募得黨員47人。大正2年（1913年）4月16日張火爐等人企圖攻下大甲、大湖，卻因遭人告發而失敗。日人於苗栗設臨時法庭，被處絞刑，1914年3月3日張火爐與羅福星、賴來、陳阿榮等人殉難。日方刻意將此起義事件與羅福星分開，稱之為「大湖事件」或「大甲、大湖事件」。